# Kubai pivi
A kubai pivi (Contopus caribaeus) a madarak (Aves) osztályának verébalakúak (Passeriformes) rendjébe és a királygébicsfélék (Tyrannidae) családjába tartozó faj.

## Rendszerezése
A fajt Alcide d’Orbigny francia természettudós írta le 1839-ben, a Muscipeta nembe Muscipeta caribaea néven.

## Alfajai
- Contopus caribaeus bahamensis (H. Bryant, 1859)
- Contopus caribaeus caribaeus (Orbigny, 1839)
- Contopus caribaeus morenoi Burleigh & Duvall, 1948
- Contopus caribaeus nerlyi Garrido, 1978[2]

## Előfordulása
A Bahama-szigetek, Kuba, a Dominikai Köztársaság, Haiti, Jamaica, Puerto Rico és a Turks- és Caicos-szigetek területén honos. 
Természetes élőhelyei a szubtrópusi és trópusi síkvidéki és hegyi esőerdők, lombhullató erdők, mangroveerdők, mocsarak és cserjések, valamint ültetvények. Állandó, nem vonuló faj.

## Megjelenése
Testhossza 15-16,5 centiméter, testtömege 8,5-13,5 gramm.

## Életmódja
Rovarokkal táplálkozik, de néha gyümölcsöket is fogyaszt.

## Természetvédelmi helyzete
Az elterjedési területe elég nagy, egyedszáma pedig stabil. A Természetvédelmi Világszövetség Vörös listáján nem fenyegetett fajként szerepel.